# Konjski Vrh
Konjski Vrh – wieś w Słowenii, w gminie Luče. W 2018 roku liczyła 128 mieszkańców.